# Glencoe (Ohio)
Glencoe es un lugar designado por el censo ubicado en el condado de Belmont en el estado estadounidense de Ohio. En el Censo de 2010 tenía una población de 310 habitantes y una densidad poblacional de 96,99 personas por km².

## Geografía
Glencoe se encuentra ubicado en las coordenadas 40°0′47″N 80°52′58″O / 40.01306, -80.88278. Según la Oficina del Censo de los Estados Unidos, Glencoe tiene una superficie total de 3.2 km², de la cual 3.17 km² corresponden a tierra firme y (0.89%) 0.03 km² es agua.

## Demografía
Según el censo de 2010, había 310 personas residiendo en Glencoe. La densidad de población era de 96,99 hab./km². De los 310 habitantes, Glencoe estaba compuesto por el 98.71% blancos, el 0% eran afroamericanos, el 0% eran amerindios, el 0.32% eran asiáticos, el 0% eran isleños del Pacífico, el 0.97% eran de otras razas y el 0% pertenecían a dos o más razas. Del total de la población el 1.29% eran hispanos o latinos de cualquier raza.